# Église Saint-Gervais-et-Saint-Protais de Brée
 (décembre 2023).
La mise en forme du texte ne suit pas les recommandations de Wikipédia : il faut le « wikifier ».
Les points d'amélioration suivants sont les cas les plus fréquents :
- Les titres sont pré-formatés par le logiciel. Ils ne sont ni en capitales, ni en gras.
- Le texte ne doit pas être écrit en capitales (les noms de famille non plus), ni en gras, ni en italique, ni en « petit »…
- Le gras n'est utilisé que pour surligner le titre de l'article dans l'introduction, une seule fois.
- L'italique est rarement utilisé : mots en langue étrangère, titres d'œuvres, noms de bateaux, etc.
- Les citations ne sont pas en italique mais en corps de texte normal. Elles sont entourées par des guillemets français : « et ».
- Les listes à puces sont à éviter, des paragraphes rédigés étant largement préférés. Les tableaux sont à réserver à la présentation de données structurées (résultats, etc.).
- Les appels de note de bas de page (petits chiffres en exposant, introduits par l'outil «  Source ») sont à placer entre la fin de phrase et le point final[comme ça].
- Les liens internes (vers d'autres articles de Wikipédia) sont à choisir avec parcimonie. Créez des liens vers des articles approfondissant le sujet. Les termes génériques sans rapport avec le sujet sont à éviter, ainsi que les répétitions de liens vers un même terme.
- Les liens externes sont à placer uniquement dans une section « Liens externes », à la fin de l'article. Ces liens sont à choisir avec parcimonie suivant les règles définies. Si un lien sert de source à l'article, son insertion dans le texte est à faire par les notes de bas de page.
- La présentation des références doit suivre les conventions bibliographiques. Il est recommandé d'utiliser les modèles {{Ouvrage}}, {{Chapitre}}, {{Article}}, {{Lien web}} et/ou {{Bibliographie}}. Le mode d'édition visuel peut mettre en forme automatiquement les références.
- Insérer une infobox (cadre d'informations à droite) n'est pas obligatoire pour parachever la mise en page.

Pour une aide détaillée, merci de consulter Aide:Wikification.
Si vous pensez que ces points ont été résolus, vous pouvez retirer ce bandeau et améliorer la mise en forme d'un autre article.
L'église Saint-Gervais-et-Saint-Protais est située à Brée, en Mayenne.

## Construction
L'église, conservée probablement dans ses dimensions et dans sa forme de croix latine, fut entièrement renouvelée de 1550 à 1592. Elle a été construite à trois reprises ; le chœur et la chapelle méridionale remontent à la même époque ; les ouvertures sont à plein cintre. 
La chapelle du nord a été bâtie postérieurement par la famille Le Cornu qui avait le patronage de l'église depuis l'acquisition de la terre de Brée. Les seigneurs de cette famille avaient fait pratiquer, pour se chauffer pendant les offices, une cheminée cachée actuellement derrière un confessionnal. 
Les comptes de fabrique mentionnent pendant cette période des legs faits pour l'édifice et réparation de l'église, 1552 ; pour parachever la tour, et la chapelle, 1576 ; si l'on travaille à parachever l'église, 1579 ; pour l'édifice de l'église, 1584 ; pour l'édifice et réparation de l'église, 1592. Cette époque est indiquée d'ailleurs par le style des fenêtres à plein cintre, divisées par un meneau en deux arcatures semblables, et surmontées d'un oculus ; les fenêtres du chœurs, sans division ni ornements, sont peut-être un peu plus récentes.
On verra par les détails suivants que les travaux de restauration ou de reconstruction de l'église durèrent longtemps après l'année 1557 qui semble plutôt avoir été la date de l'inauguration de l'entreprise. Voici la liste de quelques-uns des dons et legs à cette intention.
- 1552 : Marie Tripier, veuve Foucault, « pour l'édifice et réparation de l'église de Brée », 5 sols
- 1576 : P. Guilloché, prêtre, « pour parachever la tour et chapelle », 10 écus sol
- 1576 : Michelle Jouault, femme de Michel Macé, 100 sols
- 1579 : Catherine Jouault, « si l'on travaille à parachever l'église, 100 sols
- 1584 : P. Rocher, « pour l'édification de l'église », 1 écu 40 sols
- 1592 : Me Thomas Gaultier, prêtre, « pour des ornements et pour contribuer à la réparation et édifice de l'église, 33 écus.

La porte méridionale, datée de 1552, encadrée d'ornements de la Renaissance et les contreforts d'angles, terminés par des pinacles de même style, indiquent que la reconstruction dut commencer par cette partie de la nef. La tour, placée dans l'angle du transept méridional et du mur de la nef, forme intérieurement une petite chapelle, qui a son pendant à la côtière Nord ; une autre chapelle fut ouverte également au nord, en face de la porte, pour les fonts.

## Autels
À cette époque les travaux devaient être terminés car on commence à enterrer dans la chapelle neuve de l'église. L'abbé Angot trouve désignés les autels suivants : celui de saint Pierre où se desservait la fondation des Saulneries ; — celui de saint Yves pour la fondation de la Courbe ; — celui de saint René ; — enfin et surtout l'autel de la Sainte Vierge. Il est question également de la chapelle des fonts où se firent plusieurs sépultures.
On sait que suivant une pratique, des inhumations fréquentes se faisaient dans les églises à cette époque. Cette pratique entraîna, paraît-il, à Brée des abus assez sérieux quoique facilement remédiables. M. Le Cornu écrivit à ce sujet à l'évêque du Mans lui remontrant « que des particuliers ont cidevant été inhumés dans l'église sans y avoir aucun droit, ce qui a entièrement ruiné le pavé et causé de grandes inégalités. Il voudrait, dit-il, la faire réparer à condition qu'on arrête l'abus qui augmente tous les jours et qui rendrait ses soins et la dépense inutiles. ».
Il obtint cette réponse favorable à sa demande : « Nous ordonnons que suivant l'esprit de l'Église on enterre les corps des defunts dans le cimetière (excepté les curés, les prêtres, les seigneurs), s'il ne sont bienfaiteurs de l'église. Et avant de faire l'ouverture de la fosse il sera payé 10 francs à la fabrique et 20 sols au curé. Louis, évêque du Mans ». Une somme de 100 liv. est portée en 1757 sur le compte du procureur de la fabrique « pour contribuer à la fonte des cloches ».
Le maître-autel  de l'église Saint-Vénérand de Laval se situe dans l'église de Brée. Louis Pichot et Valentin Hoche, procureurs marguilliers, firent construire en 1638 et 1639 le grand autel attribué à Tugal Caris. Jean Chantepie posa la première pierre le 29 avril 1638. Le retable est vendu en 1854 et transporté dans l'église  où il se trouve actuellement. 

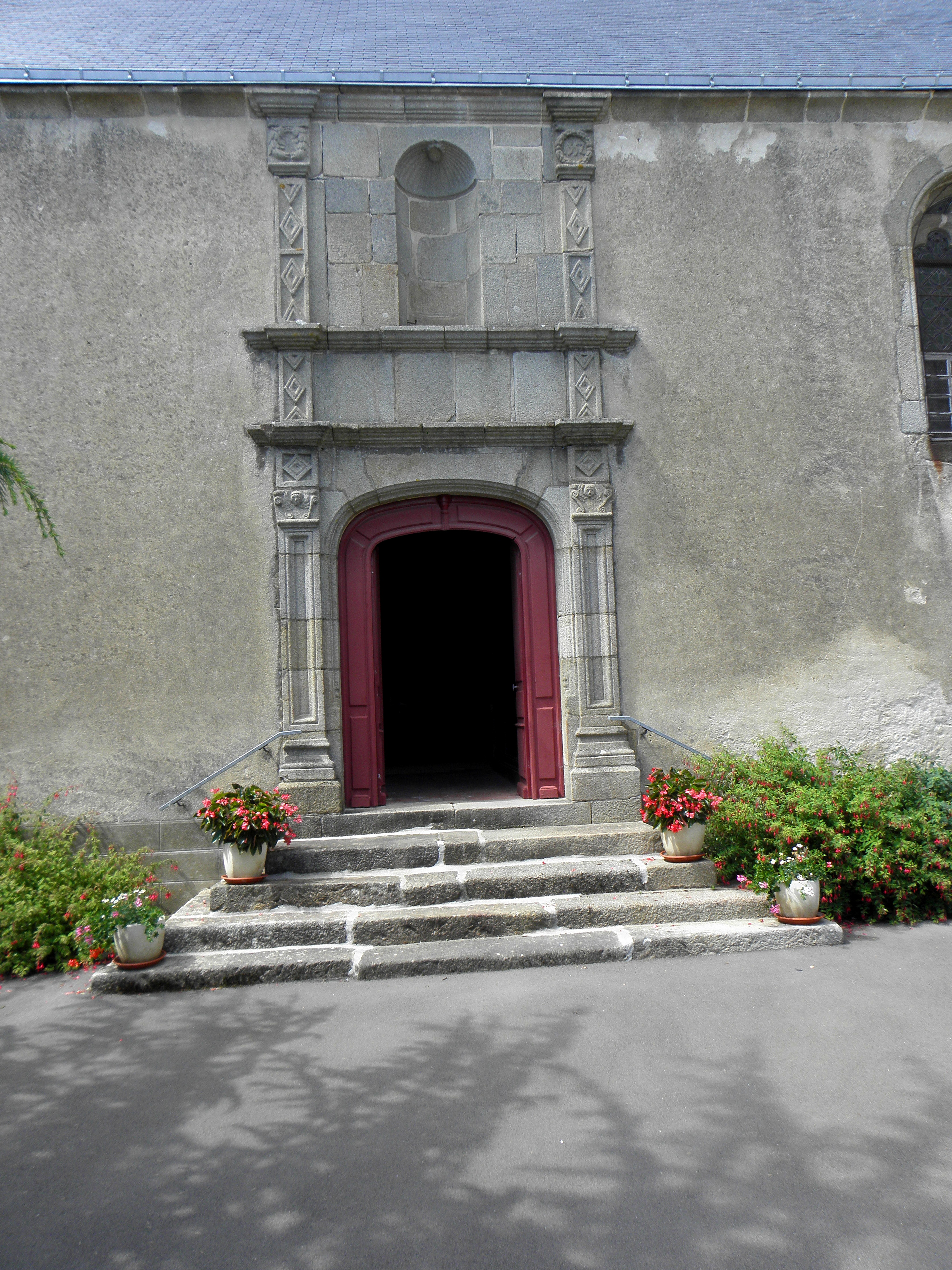
Portail Renaissance de la costale sud de la nef.
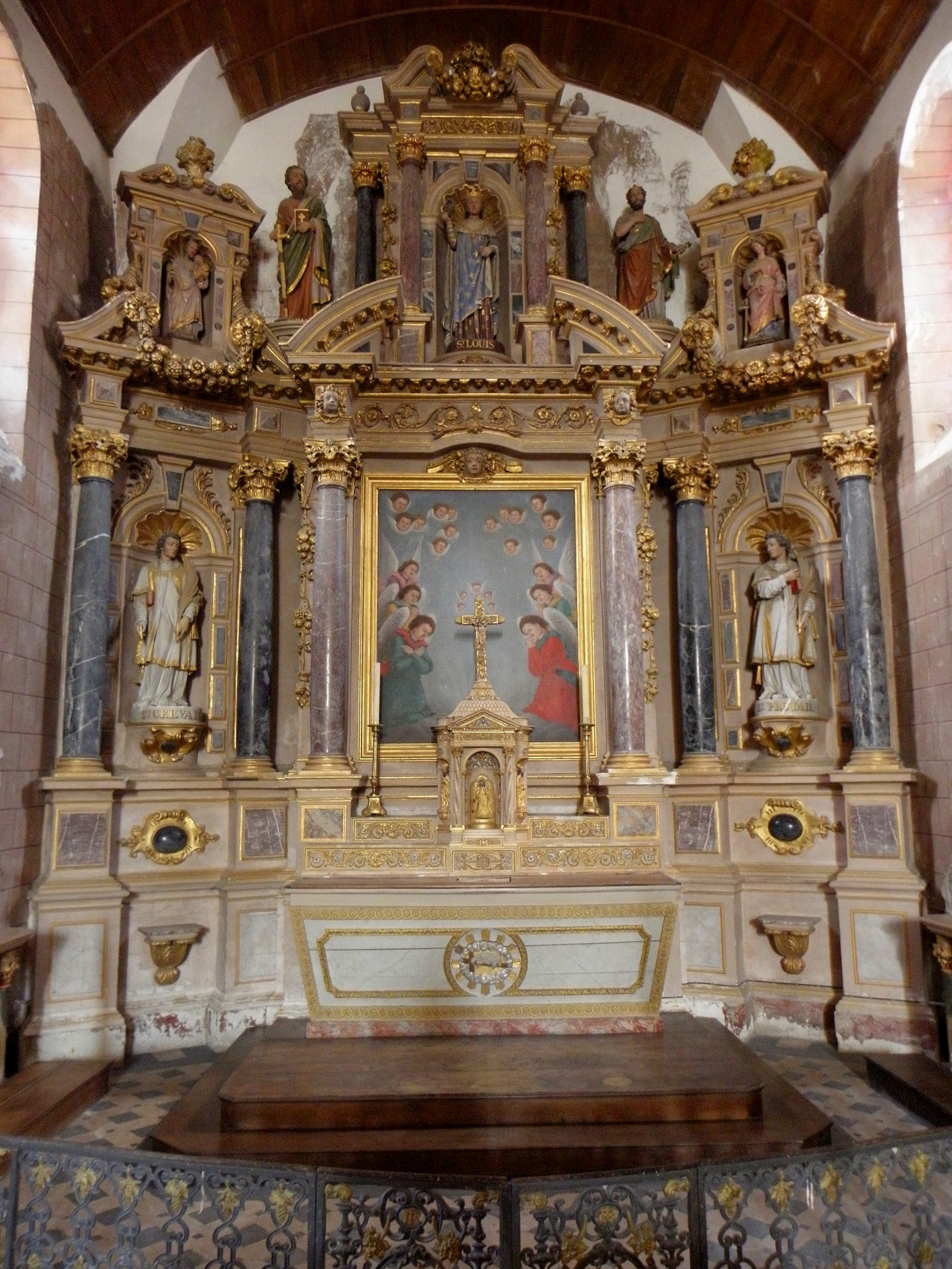
Maître-autel et son retable.
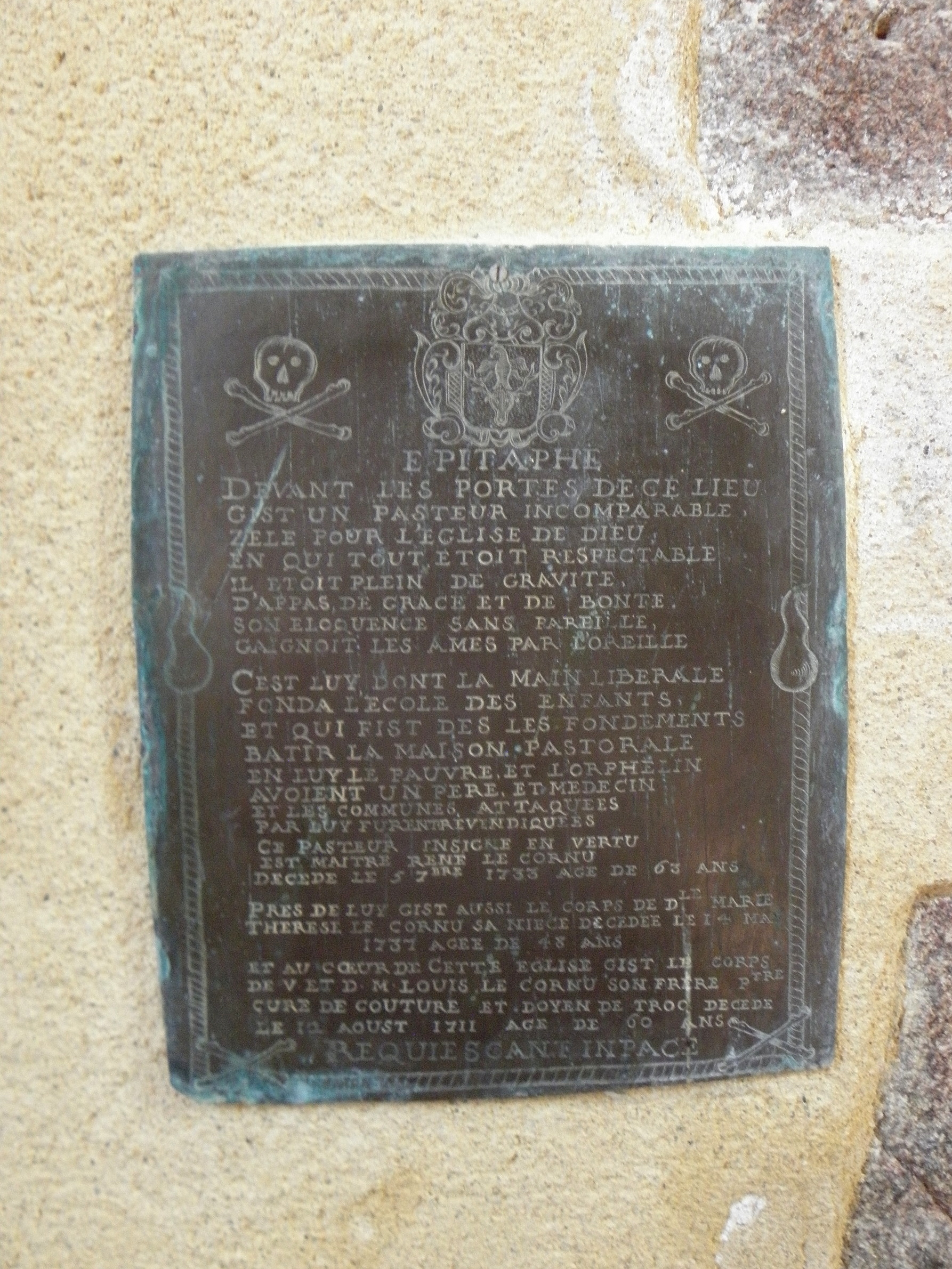
Dalle funéraire de René Le Cornu.

## Histoire
En juin 1795, le feu fut mis par les chouans à l'église de Brée, pour en débusquer les bleus qui s'y étaient retranchés.
L'église fut restaurée, en 1809, sur un devis de Tellot, architecte, s'élevant à 12 490 francs. La tour a été reprise et couronnée de la flèche actuelle en 1866, par M. Baudriller, d'Évron.

### Confréries

#### Confrérie de Saint-Gervais et Saint-Protais
Il y avait à Brée une confrérie fort importante. Elle était établie sous le vocable des saints Gervais et Protais, patrons de la paroisse ; son but principal était le soulagement des âmes du purgatoire. 
Son érection doit datée au moins au milieu du XVe siècle. 
Les curés de Brée ont eu souvent la charge de procureur, d'autres prêtres de la paroisse également, plus rarement des laïques. La fête principale avait lieu le 10 décembre, jour de la Saint-Gervais d'hiver. Outre les recommandations, messes, anniversaires ou autres prières fondées par les associés, il y avait une messe par semaine le lundi à l'intention de tous les membres de la confrérie. Un aveu de 1705 parle aussi de deux messes pour les confrères, qui se disaient dans la chapelle du grand cimetière, l'une le jeudi, la seconde le vendredi. L'honoraire de ces deux messes se prenait sur la Beguinière et la Bonière.

#### Confrérie du Saint-Rosaire
En 1651, Madeleine Brossier, veuve de Jacques Chartier, sieur de la Fontaine, effectue un legs de 10 livres de rente en faveur de la Confrérie du Rosaire « qui sera érigée en l'église de Brée », et 12 livres pour acheter une rente destinée à l'entretien d'une lampe devant l'autel de la Vierge. 
Comme il est fait mention à plusieurs reprises de missions données à Brée par les Dominicains de Laval, il n'est pas surprenant d'y voir l'érection de cette confrérie. Toutefois, aucun document postérieur à cette date n'a permis de savoir à l'abbé Angot s'il avait été donné suite à ce projet.

## Sources
- Abbé Angot, « Saint-Gervais et Saint-Protais de Brée, monographie paroissiale[9]. », 1884
- Monographie communale de Brée, aux Archives départementales de la Mayenne (disponible en ligne)